# Kathryn Johnson
Kathryn Johnson (25 de outubro de 1991) é uma jogadora de rugby sevens estadunidense.

## Carreira
Kathryn Johnson integrou o elenco da Seleção Estadunidense Feminina de Rugbi de Sevens, na Rio 2016, que foi 5º colocada.